# Dwór w Wierzchowicach
Dwór w Wierzchowicach (niem. Schloss Wirschkowitz) – dwór z XVII w. we wsi Wierzchowice (powiat milicki), wpisany do rejestru zabytków nieruchomych województwa dolnośląskiego.
W 1717 August Eberhard von Maltzan sprzedał majątek rodzinie von Reichenbach, która posiadała go do 1819, roku śmierci Heinricha Wilhelma Reichenbacha-Neuschlossa (1733–1819). Następnie dobra odziedziczył jego krewny Jan Henryk X Hochberg (1806–1855).
Dwór z XVII w., przebudowany w 1731 r. o konstrukcji szachulcowej z centralną częścią z cegły, zbudowany przez rodzinę Reichenbachów w drugiej połowie XVIII w. w stylu barokowym, na miejscu starszej rezydencji; od 1819 r. stanowił własność rodu von Hochbergów; w 1945 r. przejęty przez państwo polskie; zrujnowany i ostatecznie rozebrany w 1988 r.. Wokół dworu ogród angielski założony w pierwszej połowie XIX w.